# Your Honor/追い詰められた判事
『Your Honor/追い詰められた判事』（ユア オナー/おいつめられたはんじ、原題: Your Honor）は、イスラエルのテレビドラマ『Kvodo』に基づくアメリカ合衆国の犯罪・裁判・テレビドラマシリーズである。2020年12月6日からShowtimeで放送された。ブライアン・クランストンが主演し、息子が犯してしまった罪を、自らの名誉と義務に背いて必死にもみ消す判事を演じる。題名の「Your Honor（ユア・オナー）」は「あなたの名誉」という意味を持つほか、裁判官に対する敬称でもある。
2021年8月にシーズン2の製作が発表されたが、シーズン2をもって終了することが2022年7月6日に発表された。2023年1月15日より放送されている。
日本ではU-NEXTが2021年から独占配信している。

## あらすじ

### シーズン1
ニューオーリンズではバクスター家のギャングとロウワー・ナインス・ワード（第9地区）の黒人ギャング「デザイア」が対立し、双方とも腐敗した警察、司法、政治家と深くつながる。
1年前に妻を殺された判事マイケル・デジアートの息子アダムは、バクスター家の長男ロッコをひき逃げして死なせてしまう。マイケルは復讐を恐れて息子の出頭を止め、友人の政治家チャーリーに車の証拠隠滅を頼む。その友人のカニンガム警部補から依頼を受けたデザイアの幹部リトル・モーは、手下のコフィを廃車に向かわせる。コフィはたまたま逮捕され、車に残った証拠からひき逃げの容疑をかけられ、リトル・モーの脅しで罪を認めさせられる。マイケルとアダムは罪の意識に苦悩し、マイケルは親しい有能な弁護士リーをコフィにつける。だがコフィはロッコの兄のカルロに拘置所内で殺される。リーはカルロが殺した証拠を得る。一方、アダムはバクスター家の娘フィアと付き合い始める。
バクスター家はひき逃げ事件をデザイアによる挑発だと誤解し、コフィの家を爆破し、弟ユージン以外の家族を殺す。デザイアのボスのビッグ・モーはコフィが廃車を依頼されただけであることをバクスター家に明かす。バクスター家はマイケルがひき逃げ犯であると誤解して殺そうとする。マイケルはカルロによるコフィの殺人事件の審理に手心を加えると約束して命拾いする。ひき逃げ直後のアダムを目撃し、マイケルを恐喝した男はジミーに殺される。マイケルの知人の刑事ナンシー・カステロがカルロを逮捕する。
マイケルは同僚の判事を陥れて、自分がカルロの事件の担当となる。公正さを装い、パンデミックのもと非公開で裁判を行う。有罪を主張する陪審員を陥れ、証人に薬を盛りカルロの有利になるようはからう。罪の意識に苦しむアダムは、合格した難関のNYUへの進学をためらう。ジミー、チャーリー、リー、ナンシーはアダムがひき逃げ犯であると知る。カルロは無罪となるも、コフィの弟ユージンは復讐を図り、あやまってアダムを殺してしまう。

### シーズン2
アダムの死後、ユージンはデザイアに匿われ、カニンガムに死を偽装されてヒューストンに住む。ジーナとカルロはデザイアへの復讐を求めるが、ジミーとビッグ・モーは争いを避ける。マイケルは生きる希望を失い、ナンシーに自白した後、刑務所に収監される。フィアにはアダムの息子が産まれる。
数か月後、連邦検事捕のオリヴィアはバクスター家の壊滅をはかってマイケルの自白を封印し、早期釈放させる。チャーリーを罪に問うとマイケルを脅して、バクスター家に接近してスパイになることを強いる。ジャーナリストであった妻ロビンの死に関する新事実が浮かんでマイケル、義母エリザベス、ナンシーが調査し、チャーリーの友人の警部補カニンガムを含む警官たちがロビンを殺したことが分かる。
リトル・モーはヒューストンでドラッグを調達しようとして逮捕され、ユージンは預かった代金をビッグ・モーに返すためにニューオーリンズに戻る。カニンガム警部補に撃たれ、アダムの殺人犯として逮捕されて裁判となる。ビッグ・モーはドラッグ購入資金を流用して、恋人の歌手のためにバクスターのホテルの近所のクラブを買い、デザイアに不和を起こしジーナを怒らせる。
ジミーは市長となっていたチャーリーに接近し、身の危険をちらつかせて市有地の開発を認めさせる。ニューヨークでドラッグ販売を行うカラブリ家の資本を受け入れるも、オリヴィアによる捜査を知って開発から手を引く。
ユージンの裁判で、マイケルはコフィではなくアダムがロッソを殺したことを証言する。ユージンの証言でバクスターが家を爆破した容疑が持ち上がり、オリヴィアは訴追を連邦検事局に引き取りユージンを釈放して証人保護プログラムの下に置く。ジーナは父カーマインにジミーを撃たせる。クラブと引き換えに、ビッグ・モーにフレンチ・クォーターでのドラッグ取引を許す。フィアは息子を養子に出して街を出る。マイケルは刑務所に戻る。

## 登場人物
※括弧内は日本語吹替。

### メイン
- マイケル・デジアート : ブライアン・クランストン（菅生隆之） - 尊敬されるニューオーリンズの判事
- アダム・デジアート : ハンター・ドゥーハン（KENN） - マイケルの息子の高校生、喘息を患う (S1)
- ジミー・バクスター : マイケル・スタールバーグ（平田広明） - ニューオーリンズのギャングのボス
- ジーナ・バクスター : ホープ・デイヴィス（山本郁子） - ジミーの妻
- フラニー・ラティマー : ソフィア・ブラック＝デリア（英語版） -アダムと関係を持つ教師 (S1)
- チャーリー・フィガロ : イザイア・ウィットロック・Jr（浦山迅） - マイケルの親友の黒人政治家
- リー・デラメール : カルメン・イジョゴ（占部房子） - マイケルの旧知の弁護士 (S1でメイン、S2でリカーリング)
- ビッグ・モー (モニーク) : アンドリーン・ウォード＝ハモンド（斉藤こず恵）  - デザイアのボス (S1でリカーリング、S2でメイン)
- リトル・モー : キース・マチェカニャンガ（俊藤光利） -  ロウワー・ナインス・ワード（第9地区）の黒人ギャング「デザイア」の幹部でビッグ・モーの甥 (S1でリカーリング、S2でメイン)
- ユージン・ジョーンズ : ベンジャミン・フローレス・Jr.（草野峻平） – コフィの弟 (S1でリカーリング、S2でメイン)
- フィア・バクスター : リリー・ケイ（山口協佳） - ジーナとジミーの娘でアダムのガールフレンドとなる (S1でリカーリング、S2でメイン)
- カルロ・バクスター : ジミ・スタントン（濱野大輝） – ジミーとジーナの長男。S1ではデザイアのメンバーへの傷害罪で服役する (S1でリカーリング、S2でメイン)

### リカーリング
- コフィ・ジョーンズ : デザイアの一員 (S1)
- フィーメイル・ジョーンズ : Melanie Nicholls-King – コフィの母 (S1)
- フランキー : トニー・カラン - バクスター家のギャングの一員
- ジョーイ・マルディーニ : チェット・ハンクス（石狩勇気[6]） - カルロの親友でバクスター家のギャングの一員
- ナンシー・コステロ : エイミー・ランデッカー（並木愛枝） - ニューオーリンズ警察のマイケルの旧知の刑事
- ブレンダン・キューザック : David Maldonado（山本満太） - ニューオーリンズ警察の警部補。バクスター家、デザイアとつながる。
- ルディ・カニンガム : Cullen Moss - ニューオーリンズ警察の腐敗した刑事

- サラ・ルブラン : ロレイン・トゥーサント - 主席判事 (S1)
- カーマイン・コンティ : マーク・マーゴリス - ジーナ・バクスターの父親 (S2)
- ジェイ神父 : マーク・オブライエン - バクスター・ファミリーの通うカトリック教会の聖職者 (S2)
- ジャネル : Clara Renee - ビッグ・モーの恋人の歌手 (S2)
- クリス : Gavin 'Chief' Meredith - デザイアの元メンバー　（S2）

### ゲスト
- エリザベス・ガスリー : マーゴ・マーティンデイル - 州上院議員でマイケルの義母
- フィオナ・マッキー : モーラ・ティアニー - 検事 (S1)
- オリヴィア・デルモント : ロージー・ペレス（水野ゆふ[7]） - 連邦検事捕　(S2)

## エピソード

### シーズン1
| 通算 話数 | シーズン 話数 | タイトル     | 監督                     | 脚本                 | 放送日         | U.S.視聴者数 (百万人) |
| --- | ------------- | ------------ | ------------------------ | -------------------- | -------------- | --------------------- |
| 1 | 1             | "Part One"   | エドワード・ベルガー     | Peter Moffat         | 2020年12月6日  | 0.449                 |
| ニューオーリンズの判事マイケル・デジアートは1年前に妻を殺されている。息子アダムは教師のフラニーと関係を持つ。命日にロウワー・ナインス・ワード（第9地区）の母の殺害現場を訪れるが、ギャングに脅されて逃げ出す。車を運転中に喘息の発作に襲われるも吸入器を見つけられず、バイクに乗っていた若者を轢いてしまう。アダムは瀕死の被害者の電話から911を呼ぶが動揺してその場から逃げる。ガソリンスタンドに立ち寄ったのち、家に帰り父に告白する。マイケルは息子を連れて自首しようと警察署に行くが、死んだ被害者が凶悪な犯罪組織の長ジミー・バクスターの息子ロッコであることを知る。アダムが報復に殺されることを恐れ、マイケルは息子の関与を隠すことにする。ジミーの手下フランキーは事故現場でアダムの吸入器を見つける。マイケルは証拠を隠滅して川に捨てるが、犬が血の着いた衣服を隠す。 |               |              |                          |                      |                |                       |
| 2 | 2             | "Part Two"   | エドワード・ベルガー     | Peter Moffat         | 2020年12月13日 | 0.658                 |
| マイケルはアダムの車を始末するよう親友の政治家チャーリーに頼む。警官を通してギャング「デザイア」のリトル・モーが依頼を受け、手下のコフィ・ジョーンズが車を持ち去る。マイケルは旧知のナンシー・コステロ刑事に車の盗難を届ける。廃車場に向かう途中、コフィは信号無視で逮捕され、盗難車と判明する。車の下からロッコの自転車の一部が落ち、コフィにはひき逃げの容疑がかかる。ジミー・バクスターとリトル・モーのいずれともつながるキューザック警部補は、ロッコの電話の在りかを知ろうとしてコフィを拷問する。リトル・モーはバクスターとの抗争を避けるため、家族を脅してコフィに罪を認めさせる。マイケルは、旧知のリーにコフィの弁護を頼む。ジミーはロッコがデザイアに殺されたと思い込む。                                                                                            |               |              |                          |                      |                |                       |
| 3 | 3             | "Part Three" | エドワード・ベルガー     | Alison McDonald      | 2020年12月20日 | 0.537                 |
| アダムは奇矯な行動をとり始め、事故現場や拘置所の写真を撮る。マイケルはアダムが立ち寄ったガソリンスタンドに行き、防犯カメラの映像を消去する。リーはコフィが警察に拷問されたことを知り、証拠不十分でコフィの釈放を勝ち取る。チャーリーはマイケルに、二人が危ない立場に追い込まれたと語る。服役中のバクスター家の長男カルロはロッコの葬式に出るために出所を許され、釈放寸前のコフィと同じ拘置所に送致される。アダムはひき逃げをフラニーに告白する。 |               |              |                          |                      |                |                       |
| 4 | 4             | "Part Four"  | クラーク・ジョンソン     | David Matthews       | 2020年12月27日 | 0.467                 |
| コフィはカルロに殺されるも、拘置所はもみ消す。フラニーは動揺するアダムが自分たちの関係を暴露しないかと恐れる。リーとマイケルは、一緒にコフィの母に会って息子の死を告げる。アダムは学校で喧嘩をして停学となる。マイケルの義母で上院議員のエリザベスが、娘ロビンの命日にマイケルとアダムが墓参りをしなかったことを不審に思って訪ねて来る。ナンシー、チャーリー、リーがデジアート家の夕食に招かれてひき逃げ事件のことを話す。家の犬ジャンゴが血まみれの服を見つけ、マイケルはごまかす。ジーナはさらなる復讐を夫ジミーに求め、コフィの家が爆破される。 |               |              |                          |                      |                |                       |
| 5 | 5             | "Part Five"  | クラーク・ジョンソン     | Dewayne Darian Jones | 2021年1月3日   | 0.563                 |
| 弟ユージン以外のコフィの一家は殺されている。カルロは釈放される。リトル・モーが車の処理をコフィに依頼したことをユージンに打ち明ける。デザイアのボスのビッグ・モーはバクスター家に面会し、コフィは車の始末を依頼されただけであることを教える。ジミーはキューザック警部補から911の通話記録を入手し、マイケルがガソリンスタンドの映像を消去したことを知る。ガソリンスタンドでアダムを撮影した男が、マイケルを恐喝する。リーはコフィを司法解剖させる。アダムはロッコの追悼式に行き、姉フィアに出会う。 |               |              |                          |                      |                |                       |
| 6 | 6             | "Part Six"   | クラーク・ジョンソン     | Jennifer Cacicio     | 2021年1月10日  | 0.500                 |
| マイケルはナンシーから得た情報で恐喝犯トレバーを見つける。カルロは親友のジョーイと組み、ドラッグをデザイアに売る。ジミーはマイケルの家に忍び込んで嫌がらせをする。アダムはフィアと交際し始める。リーはコフィを殺したのがカルロであることを知りマイケルに知らせる。ジミーと右腕のフランキーはマイケルがひき逃げ犯だと信じ、トレバーといたマイケルを捕らえる。マイケルはカルロの殺人容疑を無罪にすると約束して命拾いをする。ジミーはトレバーを殺す。 |               |              |                          |                      |                |                       |
| 7 | 7             | "Part Seven" | Eva Sørhaug              | Joey Hartstone       | 2021年1月17日  | 0.745                 |
| マイケルはフランキーとともにトレバーの死体を始末する。カルロは家族の目の前でナンシーに逮捕され、ドラッグとデザイアの払った代金はともに没収される。ジミーはカルロを救うためにマイケルを生かしておくことにする。マイケルはカルロの罪状認否で保釈請求を却下する。事件の担当となったサラ・ルブランが酒酔い運転で逮捕されるよう仕組んで担当を代わる。リーはコフィの件を忘れるよう上司に命じられる。友人たちがマイケルの誕生日のサプライズパーティーを開く。アダムはフィアとの仲を深める。 |               |              |                          |                      |                |                       |
| 8 | 8             | "Part Eight" | Eva Sørhaug              | Frank Baldwin        | 2021年1月31日  | 0.662                 |
| Covid-19 pandemicのもとで、マイケルは裁判を非公開とする。ジミーの脅迫を受けながらも公正な運営を装う。マッキー検事はカルロの逮捕を警告したジミーの通話録音を流す。ナンシーとリーはキューザック警部補が内通して、かつてカルロに有罪判決を下したルブランを陥れたと疑う。マッキーはかつてカルロが暴行して有罪となったデザイアの一員に証言させる。アダムは難関のNYUに合格するも、進学せず実家にとどまると宣言する。アダムからNYUに不合格となったと嘘をつかれたフラニーは、アダムとフィアが一緒のところを見かける。マイケルは陪審員の一人を陥れて交代させる。 |               |              |                          |                      |                |                       |
| 9 | 9             | "Part Nine"  | Eva Sørhaug              | Jennifer Cacicio     | 2021年2月7日   | 0.582                 |
| カルロと組んでドラッグを売ったためにジミーの手下に追われたジョーイが免責を求めて警察に駆け込む。ジーナの指示でカルロがコフィを殺したとマッキーとナンシーに語る。マイケルはジョーイに薬を盛って法廷での証言を無効にする。フラニーはアダムがフィアと一緒にいるところを見る。アダムから話を聞いたチャーリーはフラニーを脅し、アダムがひき逃げ犯であると聞く。ジミーはフィアがアダムと付き合っていることを知る。ナンシーはマイケルの亡妻ロビンが浮気をしていたことを突き止めるが、マイケルは既に知っている。リーはコフィがひき逃げ事件時にアリバイがあることを知り、デザイアがコフィに罪をかぶせたと疑う。ルディ・カニンガム警部補がリトル・モーとつながっていることを知る。 |               |              |                          |                      |                |                       |
| 10 | 10            | "Part Ten"   | ブライアン・クランストン | Peter Moffat         | 2021年2月14日  | 0.742                 |
| ナンシーの依頼で、エリザベスがアダムに母ロビンの浮気を告げる。カルロはコフィに襲われた正当防衛を証言するが、マッキーに主張を突き崩される。リーとナンシーはアダムがひき逃げ犯であると知るも、マイケルは審理を打ち切り、カルロは無罪となる。ジミーはアダムがひき逃げ犯であると覚る。祝賀パーティーで、ユージンはカルロに復讐しようとしてアダムを誤って殺してしまう。 |               |              |                          |                      |                |                       |

### シーズン2
| 通算 話数 | シーズン 話数 | タイトル         | 監督               | 脚本                 | 放送日        | U.S.視聴者数 (百万人) |
| --- | ------------- | ---------------- | ------------------ | -------------------- | ------------- | --------------------- |
| 11 | 1             | "Part Eleven"    | Peter Sollett      | Joey Hartstone       | 2023年1月15日 | 0.245                 |
| パーティーでの射殺事件の直後、ユージンはアダムを誤って殺した直後に逃げ、「デザイア」に捕まって隠される。後に逃がされ、リトル・モーがビッグ・モーに隠してヒューストンのおばシーラのもとに住まわせる。カニンガム警部補がユージンの死体をでっち上げる。カルロは母ジーナに命じられてユージンを探し、デザイアに捕まるも、争いを避けたいビッグ・モーによって解放される。カルロとジーナはデザイアへの復讐を求めるもジミーは応じない。現在、マイケルは刑務所に収容されて生きる気力を失う。地区検事捕のオリヴィア・デルモントはバクスター家の壊滅をはかってマイケルを利用しようとする。マイケルの、カルロの審理に手を加えたと言うナンシーへの自白を封印して罪を脱税だけにする。協力を拒否するマイケルを、自白を利用して親友のチャーリーを訴追すると脅し、釈放させる。フィアはアダムの子を育てる。 |               |                  |                    |                      |               |                       |
| 12 | 2             | "Part Twelve"    | Peter Sollett      | Dani Vetere          | 2023年1月22日 | 0.255                 |
| 行き場のないマイケルはエリザベスの家に泊まる。市長となったチャーリーに会おうとするが市庁舎への出入りは禁じられている。オリヴィアは通常の釈放に見せかけるため、マイケルを彼に恩義のある肉屋の仕事に就ける。後にチャーリーがマイケルを訪ねてくる。マイケルはバクスターのホテルに配達に行って、両親と距離を置きホテルに滞在するフィアに再会し、フィアが孫を産んだことを知る。リトル・モーはドラッグ調達のためにヒューストンに行き、シーラの家に滞在するユージンに再会する。ビッグ・モーはチャーリーの助けでバクスターのホテルの向かいにあるクラブを買おうとする。ジミーがデザイアに仕返しをしないため、妻ジーナとの関係は緊張したものとなる。 |               |                  |                    |                      |               |                       |
| 13 | 3             | "Part Thirteen"  | Darren Grant       | Oneika Barrett       | 2023年1月29日 | 0.253                 |
| カルロはバクスター家に近寄らないようマイケルに警告する。マイケルは、カルロが無罪となったコフィ殺人事件の判決は、裁判官が不正を働いたために一時不審理の対象とはならないと示唆する。オリヴィアは、マイケルに孫の存在を利用してバクスター家をスパイするよう強いる。チャーリーは前市長が承認したバクスターによる市有地の開発を拒否する。ジーナはビッグ・モーがホテル近くのクラブを買うことに怒り、金額を上乗せして横取りを狙う。現金が必要になったビッグ・モーは、ドラッグ調達のためにヒューストンに行ったリトル・モーに取引の中止を命じる。その結果リトル・モーはいとこのトレイと喧嘩になり、二人とも警官に逮捕される。ユージンは現金を持って逃げる。 |               |                  |                    |                      |               |                       |
| 14 | 4             | "Part Fourteen"  | Darren Grant       | Aalia Brown          | 2023年2月5日  | 0.289                 |
| ジミーはマイケルを自分の誕生パーティーに招待し、チャーリーを連れて来るよう求める。オリヴィアはマイケルに出席を促す。パーティーに出たマイケルはオリヴィアが服にしかけた盗聴器に気づく。マイケルとチャーリーはジーナの父で悪名高いギャングのボスであるカーマイン・コンティに引き合わされ、ジミーはチャーリーが孫の後見人だと発表する。ジミーはマイケルを怪しむ。リトル・モーといとこのトレイは収監され、二人の取引相手のロジャーがトレイの母シーラの家を訪ねてくる。二人のドラッグ取引関与を知ったシーラは釈放を拒否する。ビッグ・モーが知り合いの刑事を使ってリトル・モーだけを釈放させる。ロジャーはシーラの家を荒らす。ユージンは金を持ってヒューストンから逃げ、ニューオーリンズのビッグ・モーの家に来る。 |               |                  |                    |                      |               |                       |
| 15 | 5             | "Part Fifteen"   | Peter Sollett      | Kendall Sherwood     | 2023年2月12日 | 0.211                 |
| マイケルはオリヴィアへの協力を止め、バクスター家から離れようとする。カーマインは市有地開発を妨害するチャーリーの暗殺をほのめかし、ジミーがこれをマイケルに伝える。マイケルはチャーリーに、車の始末を依頼した自白をしたこと、FBIの手先になっていること、そして暗殺の危険を話す。チャーリーはオリヴィアと協力し、市有地の開発に条件を付けた上でリースすることをジミーに伝える。マイケルがこれ以上の協力を拒否すると、オリヴィアはナンシーにマイケルを逮捕させる。リトル・モーはビッグ・モーの命令で痛めつけられたうえでデザイアから追放される。ロジャーがニューオーリンズに来て、ドラッグの分割販売の取引をビッグ・モーとまとめる。 |               |                  |                    |                      |               |                       |
| 16 | 6             | "Part Sixteen"   | Peter Sollett      | Dewayne Darian Jones | 2023年2月19日 | 0.251                 |
| ナンシーは、マイケルの2年前の供述とは異なり、妻ロビンが殺された夜に、マイケルがロビンの浮気相手でロビンと同じジャーナリストだったケネスと会っていた証拠を突き付ける。マイケルとエリザベスはケネスに会いに行く。ロビンが、ギャングの抗争と偽って警察が8人を殺した事件をタレこんだKJに会いに行って殺されたと聞かされる。KJはマイケルとエリザベスに、目の前で警官のベックウィズがロビンを殺したと話す。カーマインはニューヨークのギャングのカラブリ家を呼び、投資と引き換えにドラッグの輸入に港を使わさせる提案を、嫌がるジミーに聞かせる。ジーナとフィアは、ロッコ・アダムの洗礼式のため、ジェイ神父に会う。ビッグ・モーは、ロジャーのドラッグが入荷するまで、質の低い危険なドラッグを売るよう手下に命じる。その結果手下のクリスの弟が死ぬ。カルロはユージンがニューオーリンズにいることを知り、ユージンを殺そうとして車の衝突事故を起こす。ユージンはカルロを殺すチャンスがありながら見逃す。バクスター家の全員がユージンの生存を知り、ジーナは復讐を求める。ジミーはジーナの命令を実行しようとするフランキーを半殺しにする。ヒューストン行きのバスに乗ろうとしたユージンをカニンガム警部補が撃つ。 |               |                  |                    |                      |               |                       |
| 17 | 7             | "Part Seventeen" | Carrie Preston     | Bill Cain            | 2023年2月26日 | 0.288                 |
| 重傷を負ったユージンはリーに助けを求め、病院に連れていかれる。カニンガムは偽装がバレそうになり必死にユージンの行方を探す。病院に来てユージンを殺そうとするが、ユージンは自分の名前を声高に叫んでカニンガムを遠ざけ、逮捕される。カニンガムはチャーリーに助けを求めるも断られる。クリスはビッグ・モーに反感を持ち、リトル・モーも共感を示す。マイケルはベックウィズに逮捕されて殺されそうになる。電話を追跡してきたナンシーがベックウィズを撃ってマイケルを救い、電話の履歴からカニンガムが仲間であると知る。ナンシーはカニンガムを問い詰めるも自殺される。マイケルはチャーリーに会いに行き、カニンガムにアダムの車を処分させたことを確かめ、ロビンの死へのかかわりを問い詰める。チャーリーはロビンを助けようとしただけだと答える。フィアはホテルから姿を消す。ユージンの生存を知ったジミーはビッグ・モーに宣戦布告する。腹を決めたジミーはカラブリ家の提案を受け入れる。フィアはジェイ神父のアドバイスを受けてマイケルに助けを求める。 |               |                  |                    |                      |               |                       |
| 18 | 8             | "Part Eighteen"  | Carrie Preston     | Brandi Nicole        | 2023年3月5日  | 0.303                 |
| フィアはマイケルとともにエリザベスの家に滞在する。オリヴィアはマイケルの非協力に見切りをつけ、フィアをスパイにしようとする。マイケルはフィアを巻き込まないため、自分がスパイになるとオリヴィアに申し出る。リーはユージンを訴追しようとする検事に会い、終身刑の可能性が高いと聞く。マイケルがカルロを無罪にしたことをメディアに漏らすことで過去の全ての有罪判決が疑われることになると脅し、軽い刑となる過失致死の司法取引を持ちかける。だがユージンは司法取引を拒否して裁判を望む。ビッグ・モーのクラブが開店し、クリスら手下はデザイアのアジトを襲撃して金庫を荒らす。 |               |                  |                    |                      |               |                       |
| 19 | 9             | "Part Nineteen"  | Rosemary Rodriguez | Marcus Dalzine       | 2023年3月12日 | 0.330                 |
| ユージンの裁判が始まる。リーはマイケルに、証人として召喚された場合に偽証するよう頼む。マイケルはスパイをするためにジミーに会い、バクスター地区開発のアドバイザーになるよう求められる。フィアがオリヴィアの捜査をジミーに伝え、ジミーはカラブリ家と手を切って開発から手を引く。クリスはリトル・モーを誘ってビッグ・モーをボスの座から追おうとするも、リトル・モーに裏切られて殺される。ビッグ・モーはクラブを手放すことにする。 |               |                  |                    |                      |               |                       |
| 20 | 10            | "Part Twenty"    | Rosemary Rodriguez | Joey Hartstone       | 2023年3月19日 | 0.421                 |
| ビッグ・モーはフレンチ・クォーターでのドラッグ販売権と交換にクラブを譲るとジミーに提案するも、拒否される。ユージンの裁判で、マイケルは偽証を拒否し、コフィではなくアダムがロッソを殺したと語る。マイケルの示唆により、リーはユージンにガス爆発とされた家のガスが以前から止められていたことを証言させる。ナンシーはバクスター家の関与を疑ってジョーンズ家爆発事件の再捜査を始め、オリヴィアはユージンを釈放して証人保護プログラムの下に置く。ジーナは父カーマインにジミーを撃たせ、父を逮捕させる。ジミーは病院のベッドから離れられない身となる。ジーナはビッグ・モーのクラブを買う代わりに、フレンチ・クォーターでのドラッグ販売を許す。フィアはアダム、マイケル、自分の家族の嘘に耐えられず、息子を養子に出してニューオーリンズを離れる。自分の全ての罪を証言したマイケルは刑務所に戻る。 |               |                  |                    |                      |               |                       |

## 製作

### 準備
シリーズの検討は2017年8月に発表され 、2017年10月にシリーズ製作が確約された。シリーズは2020年12月6日から放送された。

### キャスティング
2019年1月にブライアン・クランストンの出演が発表された。2019年8月、ソフィア・ブラック＝デリア、イザイア・ウィットロック・Jr、マイケル・スタールバーグ、カルメン・イジョゴがキャストに加わった。2019年9月、ホープ・デイヴィス がメインキャストに加わり、Lilli Kayとエイミー・ランデッカーがリカーリングキャストに加わった。2019年10月、さらにトニー・カラン、キース・マチェカンヤンガ、ラマー・ジョンソン、ベンジャミン・フローレス・Jrがキャストに加わり、2019年12月にはマーゴ・マーティンデイルが加わった。2020年10月、モーラ・ティアニがキャストに加わった。